# Ледич, Анте
Анте Ледич (род. 13 октября 1939) — хорватский политик и спортсмен.

## Биография
После окончания средней школы в Сплите он окончил факультет лесного хозяйства в Загребе. С 1956 года активно занимается легкой атлетикой. Чемпион Югославии по прыжкам в длину и десятиборью, а также вице-чемпион Балканских стран по прыжкам в длину. Позднее он увлекся бочче и стал многократным чемпионом Загреба и Хорватии в составе команды.
Президент клуба бочче Зриневац с момента его основания, а также тренер национальной сборной Хорватии по бочче с момента ее основания. Он способствовал развитию и общественному признанию хорватского спорта в целом, особенно баскетбола, легкой атлетики, стрельбы и шахмат. Он спонсировал строительство спортивных сооружений, таких как зал для бочче и легкоатлетический зал в Присавле в Загребе.
Он является членом Хорватского олимпийского комитета в течение двух четырехлетних сроков и в настоящее время является главой Комитета по этике Хорватского олимпийского комитета. Он является лауреатом Премии города Загреб в области спорта и Государственной премии имени Франьо Бучара.
С 1968 года он работает в Rasadnik Jankomir в Загребе. Он руководит работой по объединению садоводческой коммунальной деятельности Загреба, на базе которой создается компания «Зриневац». До 1988 года он занимал должность технического директора, а затем был назначен генеральным директором. Организует международную выставку цветов «Floraart», а также выставку «Вино в Хорватии». В 1993 году компания «Зриневац» получила премию Загреба, а в 1996 году — премию Государственного управления по охране окружающей среды. В декабре 2001 года, несмотря на петицию сотрудников Зриневаца, он не был переизбран на пост генерального директора.
Он также известный хорватский винодел и виноградарь, а в 1995 году стал членом Европейской ассоциации рыцарей вина. В 2001 году Общество жителей древнего Загреба провозгласило его почетным гражданином Загреба. Был одним из инициаторов и активным участником установления многопартийной системы в Хорватии.
В 1995 году президент Хорватии наградил его орденом Хорватской денницы с изображением Блажа Лорковича за вклад в экономику, Мемориалом Хорватской войны и Мемориалом Благодарности Отечеству.
Ледич является инициатором и председателем Рабочего комитета по строительству церкви Пресвятой Богородицы Свободы, памятника всем, кто погиб за Хорватию в Хорватской войне.
В январе 2000 года он был кандидатом на пост президента Хорватии, а в декабре того же года основал партию Хорватские христианские демократы, которая в 2009 году объединилась в Хорватскую христианско-демократическую партию. С основанием партии «Храст» он стал её частью.